# Guillaume Favre (Schriftsteller)
Guillaume Favre (* 4. November 1979 in Saint-Maurice, Kanton Wallis) ist ein Schweizer Schriftsteller.

## Leben
Guillaume Favre wuchs als Sohn eines Ärztepaars in Saint-Maurice auf. Er studierte französische Literatur und Filmwissenschaft an der Universität Genf und schloss mit einem Master ab.
2012 erschien mit Les Choses qui sauvent sein erster Roman. Seither hat Favre einen weiteren Roman, zwei Erzählungen in Anthologien sowie zwei Gedichtbände veröffentlicht. Er wohnt seit 1999 in Genf und arbeitet an der Comédie de Genève.

## Werke

### Romane
- Les choses qui sauvent. Faim de siècle/Cousu mouche, Freiburg/Genf 2012, ISBN 978-2-940422-19-7.
- Presque vivants. Cousu mouche, Genf 2019, ISBN 978-2-940576-49-4.

### Lyrik
- Sans mythologies. Suite de mots en cascade. Cousu mouche, Genf 2016, ISBN 978-2-940422-43-2.
- Greg ou rien. Cousu mouche, Genf 2023, ISBN 978-2-940576-67-8.